# PunBB
PunBB est un logiciel de forum Open Source écrit en PHP et utilisant une base de données qui peut être MySQL, PostgreSQL ou SQLite. Ses buts premiers sont d'être rapide, petit et graphiquement léger comparé aux autres logiciels de forum. En conséquence, PunBB a moins de fonctionnalités que beaucoup d'autres logiciels de forum mais est généralement plus rapide, et produit des pages plus petites, qui sont valides W3C XHTML 1.0 strict. L'absence de certaines fonctionnalités peut également être comblé par l'ajout d'extensions (Mods) selon ses propres besoins.
Actuellement, il peut être utilisé sur de nombreux systèmes d'exploitation qui supportent une configuration PHP/MySQL. Depuis sa parution en 2001, de nombreux forums sur internet utilisent PunBB.

## Historique
Rickard Andersson a développé PunBB après avoir vainement recherché un logiciel de forum open-source, facile à utiliser et générant du code XHTML valide.
PunBB était à l'origine connu sous le nom « Pun » mais le nom a ensuite été modifié par l'ajout du suffixe « BB » (correspondant à Bulletin Board). Le nom a vraisemblablement été modifié pour s'assurer que le but du logiciel ne se soit pas éloigné d'autres logiciels comme phpBB.
En mai 2008, à la suite du rachat commercial de PunBB qui a provoqué le mécontentement des utilisateurs, un fork (FluxBB) a vu le jour, développé par quelques développeurs de PunBB.

## Détails concernant des versions sorties

### Sous-Version 1.4.6
- Correction d'une vulnérabilité XSS dans la balise bbcode [email]

### Sous-Version 1.4.5
- Support du php 7

### Sous-Version 1.4.4
- Support du php 5.5 et 5.6 et divers corrections.

### Sous-Version 1.4.3
- Mise en place du responsive design et du plugin OpenSearch

### Sous-Version 1.4.2
- Meilleure conception visuelle et de nombreuses corrections de bugs

### Sous-Version 1.4.1
- Correction d'une vulnérabilité d'un XSS dans profile.php
- Erreurs javascript pour Internet Explorer 6 et 7

### Version 1.4
- Support des noms de domaine internationaux
- Connexions simplifiées
- Formes des enregistrements et de la recherche
- Détection automatique de l'heure de l'utilisateur à l'inscription
- Modification du javascript et le code de style pour un chargement plus rapide
- Chargement en cours la synchronisation du javascript
- Des fonctionnalités supplémentaires pour les développeurs d'extensions
- Abonnement aux thèmes
- Nombreuses autres améliorations et corrections.

### Sous-Version 1.3.6
Mise à jour critique.
- Correction d'une vulnérabilités d'un XSS
- Erreur des interdictions pour l'admin / bans.php et profile.php
- Balise de fermeture invalide dans profile.php.

### Sous-Version 1.3.5
Cette nouvelle version de PunBB apporte beaucoup de corrections :
- Correction des bugs dans le CSS
- Ajout des entrées manquantes sur les fichiers de langue
- Correction des chemins et des alertes lors de l'installation
- Correction des fonctions obsolète
- L'email des invités est masqué
- Augmentation du timeout des visites
- Suppression des utilisateurs inactifs lors de leur enregistrement
- Correction de la typographie
- Ajout du fuseau horaire et la durée de validation du rapport
- Ajout de hooks

### Version 1.3
Cette nouvelle version de PunBB apporte de nombreuses nouveautés comme :
- Ré-écriture du code XHTML et des CSS
- URLs significatives via Mod_rewrite
- Système interne d'extensions afin d'étendre les fonctionnalités sans toucher au code source. Quelques extensions officielles sont d'ores et déjà prévues comme le système de messages privés.
- Amélioration de la syndication. Il sera par exemple possible de s'abonner à une discussion en particulier. Les nouveaux fils seront disponibles aux formats Atom et XML (actuellement RSS 0.91).
- File de modération des messages (modération a priori)
- Possibilité de définir plusieurs groupes de modérateurs (actuellement un seul groupe de modérateur)
- Jeu de templates par style (skin). Il sera possible de modifier le jeu de templates pour un style donné (actuellement le jeu de templates est commun à tous les styles)
- Prise en charge de Unicode (UTF-8)